# Garena
Garena (раніше відома як Good Game Client, або просто GGC) — платформа для ігор на основі VPN, дозволяє створити локальну мережу поверх Інтернету. Поширюється за принципом «Free-to-play». Вельми популярна завдяки відсутності необхідності проводити будь-які налаштування перед початком гри і наявністю постійно оновлюваного захисту від читів.
(Не підтримує ігри з модами і доповненнями)

## Можливості
Існує обмін миттєвими повідомленнями, додаткові можливості доступні в платній версії разом зі статусом «Золотого користувача Garena (Gold Member або Garena Gold Membership)».Також є можливість створювати та вступати в ігрові клани, проводити битви з іншими кланами, система титулів в клані тощо.

## Історія
Створення було розпочато 5 серпня 2005 фірмою Ocean Technologies. Перша версія системи була випущена 4 квітня 2006.
На даний момент в ній зареєстровано близько 90 мільйонів користувачів, і це число продовжує зростати. Основною аудиторією є гравці DotA — користувацької карти гри Warcraft 3: The Frozen Throne.
В основному в ній грають гравці з країн Східної та Центральної Азії і Європи.
В 2012 році кнопка LAN для деяких країн була вимкнена.
З 2014 року кнопка LAN доступна тільки для гравців на території СНД.
У грудні 2019 року в офіційному клієнті Garena — LAN Game — з'явилася інформація про те, що з 13 січня 2020 припиняється підтримка більшості старих ігор від LAN, таких як Warcraft 3 або Starcraft.
У січні 2021 року Garena придбала Phoenix Labs з Ванкувера, розробника Dauntless. Придбання не вплинуло на діяльність Phoenix Labs або Dauntless, але допомогло Garena розширити свою міжнародну присутність.
Станом на другий квартал 2021 року Garena зафіксувала 725 мільйонів активних користувачів, що на 45% більше, ніж роком раніше, а кількість платних користувачів зросла на 85% порівняно з минулим роком, досягнувши 92 мільйонів. Очікується, що прогноз для Garena погіршиться у 2022 році після того, як у березні 2022 року з'явилися повідомлення про те, що Garena отримає від 2,9 до 3,1 мільярда доларів США за бронювання за рік, порівняно з 4,6 мільярда доларів США у 2021 році. Приглушений прогноз стане першим зниженням бізнесу Garena в історії. Заборона, накладена на її гру Free Fire в Індії в магазинах додатків Google Play та Apple, була названа одним із факторів, що спричинили падіння.

## Список ігор
- Warcraft 3
- Left 4 Dead
- Left 4 Dead 2
- Red Alert 3
- Call of Duty 2
- Call of Duty 4
- Call of Duty: World at War
- Call of Duty: Modern Warfare 2
- Borderlands
- Counter Strike 1.5
- Counter Strike 1.6
- Counter Strike: Source
- Age of Empires
- Age of Empires II
- Starcraft
- Team Fortress 2
- Battlefield 2
- Tom Clancy's HAWX
- Trackmania
- Wolfenstein: Enemy Territory
- Killing Floor
- HoN
- Garena free fire